# アルベルト・フォン・トゥルン・ウント・タクシス
アルベルト・マリア・ヨーゼフ・マクシミリアン・ラモラル・フォン・トゥルン・ウント・タクシス（ドイツ語: Albert Maria Joseph Maximilian Lamoral Fürst von Thurn und Taxis, 1867年8月5日 - 1952年1月22日）は、最後のトゥルン・ウント・タクシス侯（在位：1885年 - 1918年）。

## 生涯
トゥルン・ウント・タクシス侯世子マクシミリアン・アントンとその妻でバイエルン公マックス・ヨーゼフの娘であるヘレーネの間の次男。1885年に兄マクシミリアン・マリアが若くして亡くなると、侯爵家を継いだ。1889年に金羊毛騎士団の騎士に叙任された。
1890年7月15日、ハンガリーのブダペストにおいて、オーストリア大公ヨーゼフ・カールの娘マルガレーテ・クレメンティーネと結婚し、8人の子女をもうけた。

## 子女
- フランツ・ヨーゼフ（1893年 - 1971年）　トゥルン・ウント・タクシス家家長
- ヨーゼフ・アルベルト（1895年）
- カール・アウグスト（1898年 - 1982年）　トゥルン・ウント・タクシス家家長
- ルートヴィヒ・フィリップ（1901年 - 1933年）　1922年、ルクセンブルク大公女エリザベートと結婚
- マックス・エマヌエル（1902年 - 1994年）
- エリーザベト・ヘレーネ（1903年 - 1976年）　1923年、ザクセン王家家長フリードリヒ・クリスティアンと結婚
- ラファエル・ライナー（1906年 - 1993年）　同族のマルガレーテ・フォン・トゥルン・ウント・タクシスと結婚
- フィリップ・エルンスト（1908年 - 1964年）　同族のオイラリア・フォン・トゥルン・ウント・タクシスと結婚

| 先代 マクシミリアン・マリア | トゥルン・ウント・タクシス侯 1885年 - 1919年     | 次代 貴族制廃止         |
| 先代 マクシミリアン・マリア | トゥルン・ウント・タクシス家家長 1885年 - 1952年 | 次代 フランツ・ヨーゼフ |